# Luis Álamos
Luis Álamos Luque (ur. 25 grudnia 1923 w Chañaral, zm. 26 czerwca 1983 w Santiago) – chilijski piłkarz i trener, występujący podczas kariery na pozycji pomocnika.

## Kariera piłkarska
Przez całą karierę piłkarską Luis Álamos występował w klubie Universidad de Chile.

## Kariera trenerska
Karierę trenerską Luis Álamos rozpoczął w klubie Universidad de Chile w 1957. "La U" trenował przez blisko dekadę i zdobył z nim w tym czasie czterokrotnie mistrzostwo Chile w 1959, 1962, 1964, 1965. Te sukcesy zaowocowały objęciem funkcji selekcjonera reprezentacji Chile w 1965. W 1966 awansował z "La Roja" do Mistrzostw Świata w Anglii. Na Mundialu Chile przegrało mecze z Włochami (0-2), ZSRR (1-2) i zremisowało z Koreą Północną (1-1), co spowodowało zajęcie ostatniego miejsca w grupie i odpadnięcie z turnieju. W latach 1967–1968 prowadził Audax Italiano, 1969-1970 CD Lota Schwager a w 1971 Santiago Wanderers. Najlepszym okresem w jego karierze była praca w stołecznym CSD Colo-Colo w latach 1972-1975. W tym okresie doprowadził Colo-Colo do mistrzostwa Chile w 1972 oraz Pucharu Chile w 1974. Na arenie międzynarodowej dotarł do finału Copa Libertadores 1973, w którym Colo-Colo uległo argentyńskiemu Independiente Avellaneda.
Te sukcesy zaowocowały powrotem na stanowisko selekcjonera reprezentacji Chile w 1973. W 1973 awansował z "La Roja" do Mistrzostw Świata w RFN. Na Mundialu Chile przegrało mecz z RFN (0-1) oraz zremisowało z NRD (1-1) i Australią (0-0), co spowodowało zajęcie trzeciego miejsca w grupie i odpadnięciem z turnieju. Po Mundialu pożegnał się z reprezentacją Chile. Potem pracował jeszcze w Santiago Morning, Coquimbo Unido, Unión Española oraz ponownie w Santiago Wanderers, w którym pożegnał się z ławką trenerską.